# Harbans Bhalla
Harbans Bhalla (del urdu: ہربنس بھلّہ ) (Pasrur, Pakistán, 7 de mayo de 1930–5 de abril de 1993) es un poeta que escribió en urdu, persa y punyabí. Es conocido por ser el autor del poema épico Peelay Pattar.

## Biografía
Nació en Pasrur, en el actual Distrito de Sialkot (Pakistán), aunque durante la partición de la India en 1947 se mudó a Amritsar. Desde muy chico ya mostró interés por la poesía y realizó sus primeras composiciones siendo aun muy joven.

## Estilo literario
Tiene un estilo propio que muestra poca relación con la forma de escritura de poetas previos. Varias de sus obras consisten en poemas de entre 20 y 1000 versos, cada una de ellos empezando con la misma palabra. Produjo su obra en diferentes idiomas, principalmente urdu, persa y panyabí.[cita requerida]